# SS Nomadic
El SS Nomadic es un barco de vapor perteneciente a la extinta White Star Line, que fue botado el 25 de abril de 1911 en Belfast. Fue construido como transbordador para los transatlánticos RMS Olympic y RMS Titanic.
En 1927 la White Star lo vendió a la Société Cherbourgeoise de Transbordement, que lo utilizó con el mismo nombre. En 1934 fue vendido de nuevo, esta vez a la Société Cherbourgeoise de Remorquage et de Sauvetage, que lo renombró con el nombre "Ingénieur Minard".
El barco estuvo en servicio durante 57 años, sobreviviendo a las dos guerras mundiales. Después de ser dado de baja en noviembre de 1968, fue comprado por Yvon Vincent en 1974, siendo trasladado hasta París, donde fue reconvertido en un restaurante flotante cerca de la torre Eiffel. Tras el cierre del restaurante en 1999, el barco estuvo inactivo durante varios años, hasta que fue adquirido en 2006 por el Departamento de Desarrollo Social de Irlanda del Norte para su restauración, siendo trasladado de regreso a Belfast en julio de ese mismo año.
El Nomadic es el último barco sobreviviente de la desaparecida White Star Line. Actualmente, funciona como un barco museo.

## Historia

### Concepción y construcción
En 1907, Joseph Bruce Ismay y William Pirrie, respectivamente presidentes de la White Star Line y de los astilleros Harland and Wolff de Belfast, decidieron construir tres buques gigantes, conocidos como la clase Olympic. Este trío de buques estaba compuesto por el RMS Olympic, el RMS Titanic y el RMS Britannic. Estos barcos eran demasiado grandes para el puerto francés de Cherburgo, así que se necesitaba un transbordador para trasladar a los pasajeros desde el muelle hasta los buques. La White Star ya poseía el SS Gallic, construido en 1894 y adquirido por la empresa en 1907. Sin embargo, era inadecuado para su uso con los nuevos transatlánticos.
El 25 de junio de 1910, Ismay y Pirrie se reunieron con Thomas Andrews y Alexander Carlisle, los diseñadores de los nuevos buques, quienes aprovecharon la oportunidad para proponer a la White Star la construcción de dos nuevos transbordadores, el Nomadic y el Traffic. El Nomadic fue equipado con un lujoso interior y fue, por lo tanto, destinado para el uso de los pasajeros de primera y segunda clase, mientras que el Traffic sirvió a los pasajeros de tercera clase.
La construcción del Nomadic estuvo a cargo de los astilleros de Belfast, siendo iniciada el 22 de diciembre de 1910 (con el número de construcción 422), y fue botado el 25 de abril de 1911. Realizó sus pruebas de mar el 16 de mayo de 1911 y, once días más tarde, fue entregado a la White Star Line.

### Años en servicio (1911-1968)

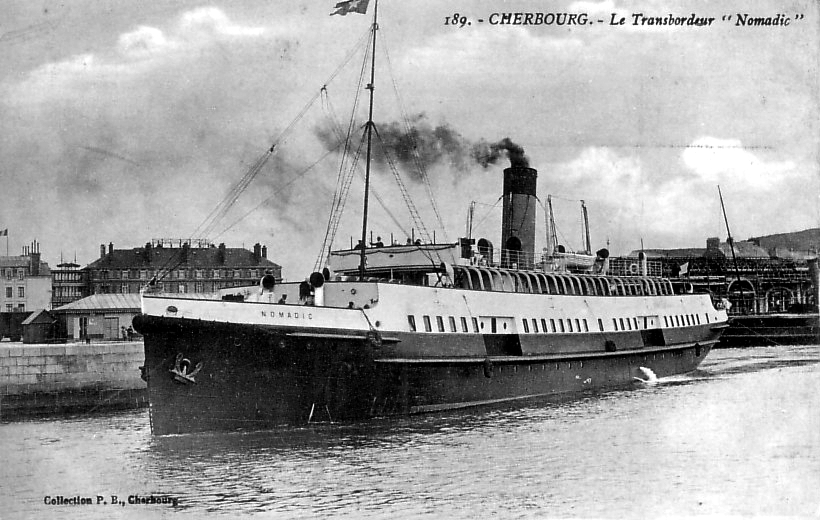
El Nomadic fotografiado en el puerto de Cherburgo (Francia), en 1911.

El Nomadic comenzó su servicio con motivo del viaje inaugural del Olympic, el 14 de junio de 1911, durante la escala del transatlántico en Cherburgo. El 13 de noviembre de ese mismo año, el Nomadic golpeó al SS Philadelphia de la American Line, que estaba siendo cargado; la colisión dañó levemente su proa.
El 10 de abril de 1912, el Titanic zarpó desde Southampton para realizar su primer y único viaje. Llegó a Cherburgo a las 18:30, y embarcaron los pasajeros procedentes de Francia, entre los cuales se encontraban millonarios famosos como John Jacob Astor IV y Benjamin Guggenheim, así como Margaret Brown.
Durante la Primera Guerra Mundial, el Nomadic fue empleado para transportar tropas estadounidenses a Brest.
En 1927, fue vendido a la Compagnie Cherbourgeoise de Transbordement. El 29 de noviembre de 1931 colisionó con el Minnewaska, un barco que había chocado con el Traffic dos años antes. En 1934, fue vendido a la Société Cherbourgeoise de Remorquage et de Sauvetage (SCSR), que lo rebautizó como SS Ingénieur Minard, para honrar al ingeniero que había creado el puerto moderno de Cherburgo. En 1939, durante la Segunda Guerra Mundial, el Ingenieur Minard fue utilizado para evacuar tropas desde Francia hasta el Reino Unido. A partir de 1940, sirvió para la Royal Navy como barco patrullero.
Después de la guerra, continuó transbordando pasajeros a barcos de la Cunard White Star Line (creada a partir de la fusión de ambas empresas en 1934) hasta el 4 de noviembre de 1968, cuando sirvió al RMS Queen Elizabeth por última vez. Ese mismo año, el transbordador fue vendido a la empresa desguazadora Somairec, ubicada en El Havre. Sin embargo, el desguace nunca se llevó a cabo.

### Uso como restaurante y posterior inactividad

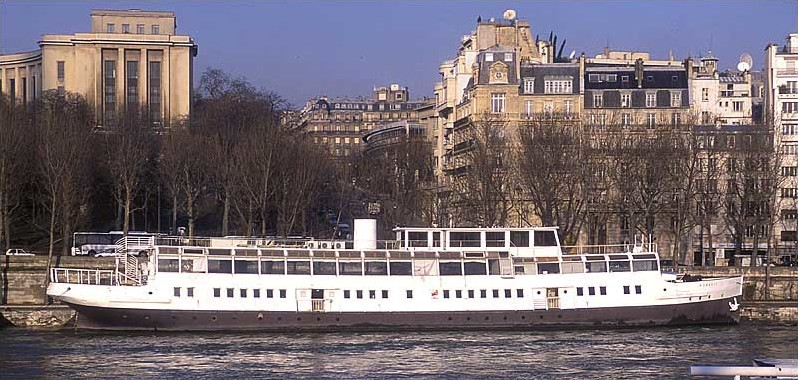
El Nomadic en los muelles del río Sena en París, en el año 2000.

En 1974, el barco fue adquirido por un comprador particular, Yvon Vincent, que lo convirtió en un restaurante flotante en el río Sena de París y lo rebautizó con su nombre original. El restaurante abrió sus puertas el 25 de junio de 1977, y tuvo una larga carrera con tres nombres diferentes: Le Shogun, Le Colonial y Le Transbordeur du Titanic. También fue utilizado como local de oficinas, como sala de recepciones, y como sala de cine. Veintidós años más tarde, el restaurante fue cerrado debido a que el buque no cumplía los nuevos reglamentos que exigían que las embarcaciones del Sena fueran inspeccionadas de forma periódica. Además, su superestructura le impedía pasar por debajo de los puentes parisinos. Tras el cierre del restaurante, el barco permaneció en estado de abandono en los muelles del Sena.
En 1999, se decidió examinar el casco del Nomadic en el dique seco antes de una posible reapertura al público. El 17 de septiembre de 2002, el puerto autónomo de París comenzó los trabajos de recorte de la superestructura, con el fin de que el barco pudiera pasar bajo los puentes. El 1 de abril de 2003, el Nomadic abandonó París y fue enviado a El Havre y entró al dique seco entre enero y febrero del año siguiente. El barco permaneció en El Havre hasta julio de 2006 cuando, tras ser adquirido por el Departamento de Desarrollo Social de Irlanda del Norte en enero, fue enviado a Belfast para ser restaurado y conservado como barco museo.

### Preservación y restauración del Nomadic
La Belfast Industrial Heritage (una organización de Irlanda del Norte sin ánimo de lucro), en colaboración con John White y David Scott Beddard (creadores del sitio web de peticiones SaveNomadic.com), organizó una petición pública de donaciones con el fin de enviar al Nomadic a Belfast para que su constructor original, el astillero de Harland and Wolff, llevara a cabo su restauración.
El 26 de enero de 2006, el barco fue comprado en una subasta en París por el Departamento de Desarrollo Social de Irlanda del Norte. El coste del barco fue de 171.320 £ (250.001 €); el precio de reserva era de 165.000 £.
El Nomadic salió de El Havre para regresar a Belfast el 12 de julio de 2006, y llegó a la ciudad donde fue construido seis días después. El buque fue recibido por el ministro de Desarrollo Social, David Hanson; así como por la concejala Ruth Patterson y entusiastas locales y mundiales. El Nomadic llegó en una gabarra de transporte marítimo, que había sido contratada desde Anchor Marine Transportation Limited. Tras la compra del buque, SaveNomadic.com se convirtió en el sitio web de la Nomadic Preservation Society (en español: Sociedad de preservación del Nomadic).

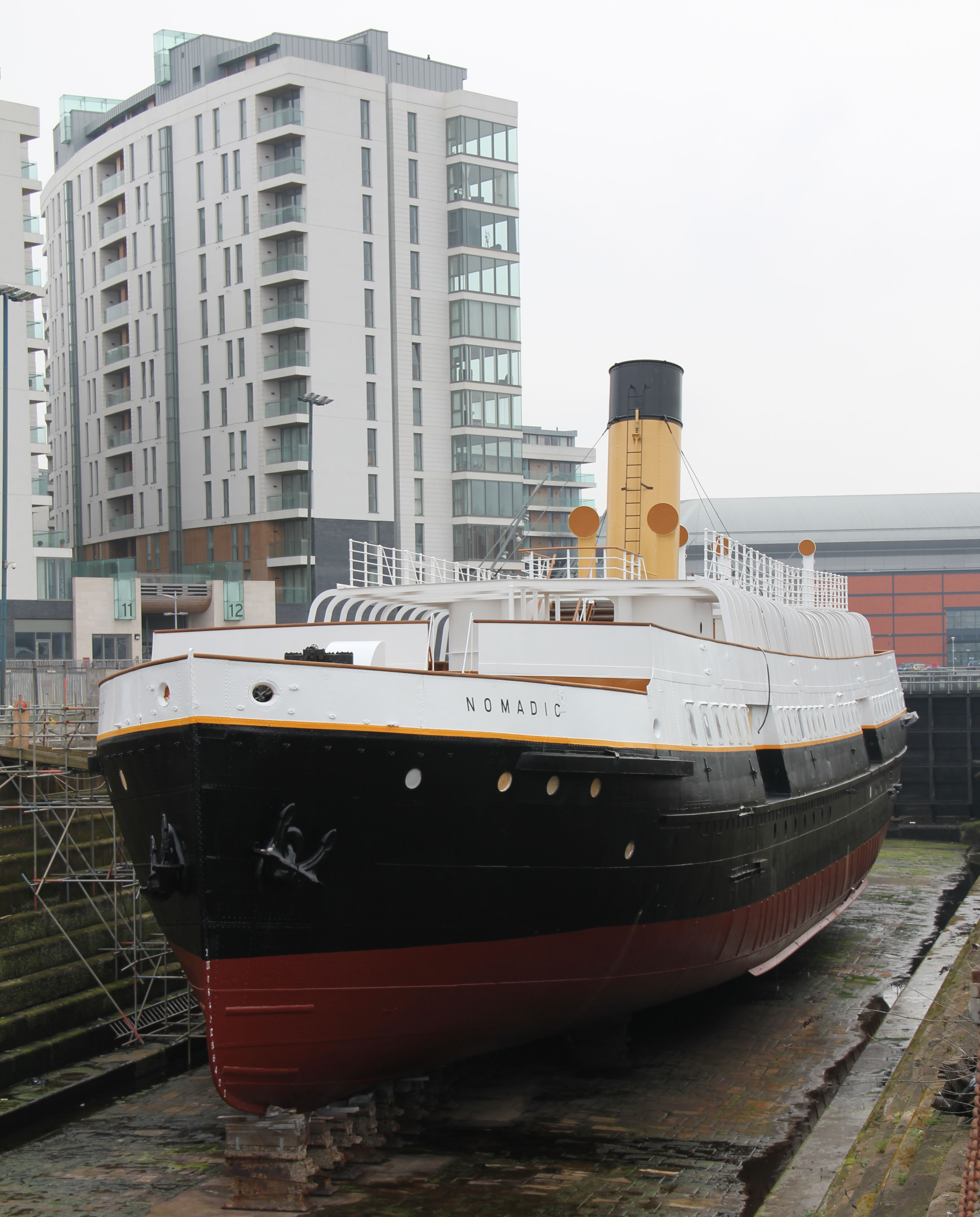
El Nomadic, siendo restaurado en Belfast (marzo de 2012).

Tras su regreso a Belfast, el Nomadic fue amarrado en el muelle Queen, justo a las afueras del Odyssey Arena, y fue abierto con una exposición temporal; y en 2007, fue incluido en el Registro Nacional de Buques Históricos del Reino Unido.
A finales de 2008, el barco fue cerrado al público y trasladado al puerto de Barnett para serle realizado el mantenimiento interior.
En enero de 2009, la empresa Frazer-Nash fue nombrada para administrar el plan de gestión de la conservación, para decidir el nivel de mantenimiento necesario. En agosto de ese mismo año, el barco fue trasladado al dique seco Hamilton para su completa restauración.

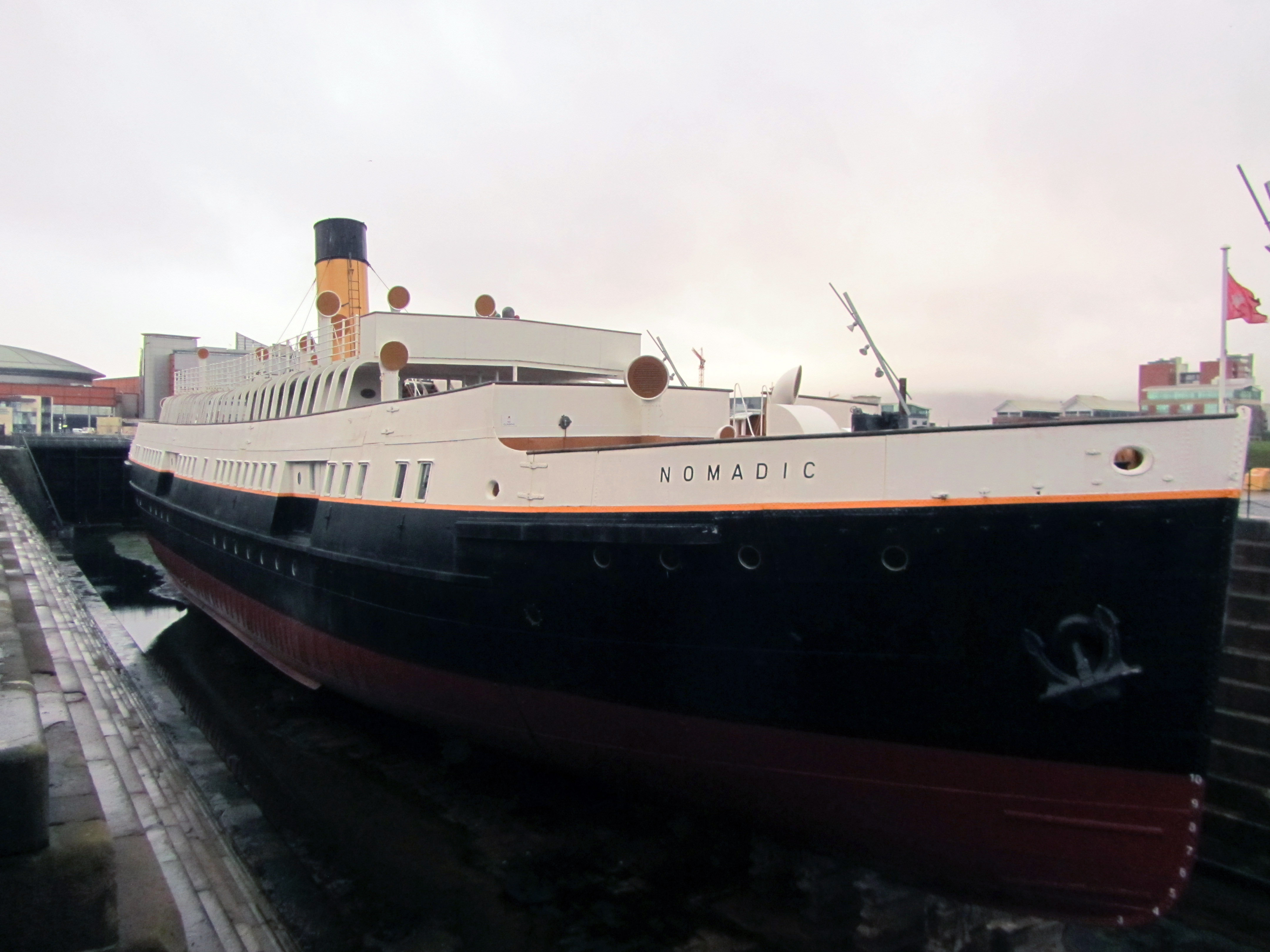
El Nomadic después de la restauración, fotografía de 2016.

El coste de la restauración del Nomadic se ha estimado en 7 millones de libras (más de 10 millones de euros). Los comisarios del puerto de Belfast acordaron proporcionar un atracadero temporal para el barco, y fue creado un fondo benéfico para coordinar la recaudación de fondos para la restauración.
En febrero de 2011 se anunció que había sido concedido un contrato de 2 millones de libras a los constructores originales del Nomadic, Harland and Wolff, con el fin de restaurar su casco y reconstruir la superestructura del buque. Los fondos para la restauración vinieron del EU Peace III Programme.
Los trabajos para reconstruir la superestructura se iniciaron en 2011. En diciembre de ese año fue colocada la chimenea, y en 2013 se completó la nueva superestructura y la restauración del interior. El único de los botes salvavidas originales del Nomadic también fue restaurado. Todavía falta instalar el mástil y nuevos pescantes para los botes, entre otros detalles. El Nomadic, convertido en barco museo, abrió sus puertas al público el 1 de junio de 2013.